# Cephalocereus
Cephalocereus  este un mic gen de cactus de creștere lentă care formează o coloană verde-albăstruie.

## Specii
- Cephalocereus chrysacanthus
- Cephalocereus nobilis
- Cephalocereus senilis

## Sinonime
- Haseltonia Backeb.
- Neodawsonia Backeb.
- Pilocereus Lem.